# Рено Каджар
„Рено Каджар“ (Renault Kadjar) е модел компактни кросоувър автомобили с повишена проходимост (сегмент J) на френската компания „Рено“, произвеждан от 2015 година.
Моделът е базиран на платформата на сходния „Нисан Кашкай“ и има възможност за предно или пълноприводно задвижване. Производството му започва в Паленсия в Испания през 2015 година, а през следващата година в нов завод в Ухан, насочен към китайския пазар, където „Каджар“ заема централно място в стратегията за експанзия на „Рено“.